# Georg Kerschensteiner
Georg Michael Anton Kerschensteiner (ur. 29 lipca 1854 w Monachium, zm. 15 stycznia 1932 tamże) – niemiecki pedagog.

## Życiorys
W latach 1895–1919 kierował szkolnictwem w Monachium, a od 1918 był profesorem Uniwersytetu Ludwika i Maksymiliana w Monachium. Był jednym z twórców koncepcji szkoły pracy, którą wdrażał w życie w eksperymentalnej szkole elementarnej w Monachium. Jako przedstawiciel pedagogiki kultury uważał, że osobowość wychowanka można kształtować wykorzystując odpowiednio w procesie wychowania dobra kultury, w zakresie odpowiadającym strukturze duchowej danego szczebla jego rozwoju.

## Główne prace
- Begriff der Arbeitsschule (1912, wydanie polskie 1926, Pojęcie szkoły pracy)
- Charakterbegriff und Charaktererziehung (1912, wydanie polskie 1932, Charakter, jego pojęcie i wychowanie)
- Das Grundaxiom des Bildungsprozesses (1917)
- Theorie der Bildung (1926)

Źródło:.